# Drinabant
Drinabant (INN; AVE-1625) es un fármaco que actúa como un selectivo de CB1 antagonista, que estaba bajo investigación por Sanofi-Aventis como un tratamiento para la obesidad, la esquizofrenia, la enfermedad de Alzheimer, enfermedad de Parkinson, y dependencia de la nicotina. Aunque estudiada inicialmente como un posible tratamiento para una variedad de diferentes condiciones médicas , Sanofi-Aventis, finalmente, redujo las terapéuticas indicaciones del compuesto para solo la supresión del apetito . Drinabant alcanzó fase IIb de ensayos clínicos para esta finalidad en el tratamiento de la obesidad, pero fue poco después suspendida, probablemente debido a la observación de graves efectos psiquiátricos secundarios incluyendo la ansiedad, la depresión y los pensamientos suicidas en pacientes tratados con la retirada de Rimonabant, otro OC 1 antagonista que también estaba siendo desarrollado por Sanofi-Aventis.